# آنتال مالی
آنتال مالی (مجاری: Mally Antal; ۲۱ سپتامبر ۱۸۹۰ – ۱ ژانویهٔ ۱۹۵۸) بازیکن فوتبال و سرمربی اهل مجارستان بود.